# 雅可比坐標

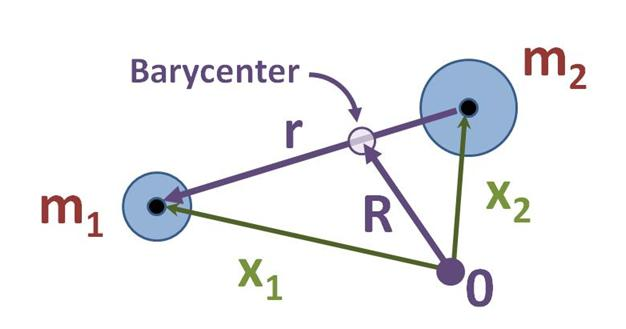
二體問題的雅可比坐標系為質心坐標 和相對坐標 ；其中， 。

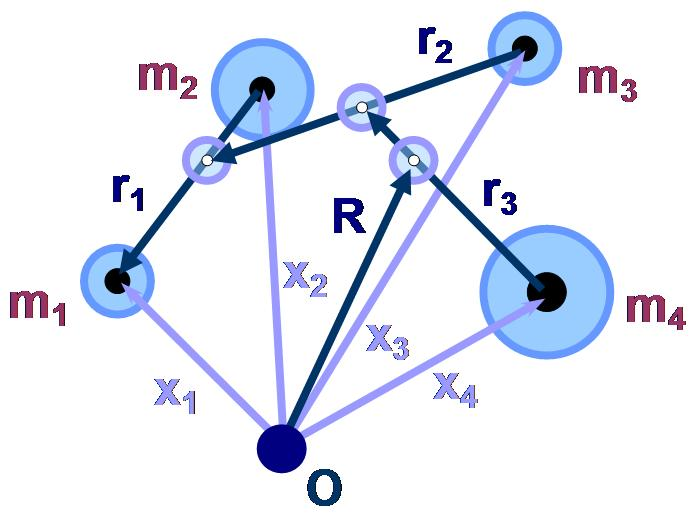
四体问题一个可能的雅可比坐標系。r_{1}, r_{2}, r_{3}为雅可比坐标，R为质心。

在多体系统的研究中，常用雅可比坐標来简化数学计算。这一坐标系统可以用于多个领域，尤其是天体物理，以及多原子分子和化学反应 。一个用于N体问题建立雅可比坐标的算法是利用二叉树。这一算法可以这样描述：
质量分别为mj和mk的两个物体用一个质量为M = mj + mk的虚拟物体代替。同时，用相对坐标向量rjk = xj − xk和质心坐标向量Rjk = (mj qj + mkqk)/(mj +  mk)来替代两个物体原来的坐标向量xj和xk。二叉树中的一个节点即为这一虚拟物体。它有两个子节点，左子节点为mk，右子节点为mj。对N-1个物体重复以上步骤。
四体问题的结果是：
{\displaystyle {\boldsymbol {r_{1}=x_{1}-x_{2}}}\ ,}
{\displaystyle {\boldsymbol {r_{j}}}={\frac {1}{m_{0j}}}\sum _{k=1}^{j}m_{k}{\boldsymbol {x_{k}}}\ -\ {\boldsymbol {x_{j+1}}}\ ,}
其中：
{\displaystyle m_{0j}=\sum _{k=1}^{j}\ m_{k}\ .}
向量R是所有物体的质心：
{\displaystyle {\boldsymbol {R}}={\frac {1}{m_{0}}}\sum _{k=1}^{N}\ m_{k}{\boldsymbol {x_{k}}}\ ;}   {\displaystyle m_{0}=\sum _{k=1}^{N}\ m_{k}\ .}